# NGC 489
NGC 489 is een spiraalvormig sterrenstelsel in het sterrenbeeld Vissen. Het hemelobject ligt 97 miljoen lichtjaar van de Aarde verwijderd en werd op 22 december 1862 ontdekt door de Duits-Deense astronoom Heinrich Ludwig d'Arrest.

## Synoniemen
- PGC 4957
- UGC 908
- MCG 1-4-34
- ZWG 411.34